# Ellegarden
Gli Ellegarden sono una band rock giapponese, formatasi nel dicembre del 1998 a Chiba. La band è composta dal batterista Hirotaka Takahashi, cantante Takeshi Hosomi, chitarrista Shinichi Ubakata e bassista Yuichi Takada.

## Origini
I testi inglesi delle canzoni della band, che sono per lo più scritti da Takeshi, sono solitamente corretti grammaticalmente e pronunciati bene. In un numero uscito nell'estate del 2006 della rivista j-rock americana Purple Sky, Takeshi ha attribuito ciò al fatto di aver passato diverso tempo a lavorare come ingegnere informatico ad Oakland, California e più tardi in Giappone, dove aveva collaboratori di lingua inglese.
Il cantante della band, Takeshi Hosomi, è molto amico di Sawao Yamanaka dei Pillows, Masafumi Gotō degli Asian Kung-Fu Generation e Atsushi Horie degli Straightener's Atsushi Horie.
La band ha fatto un comeback a seguito di un'interruzione durata 10 anni, pubblicando nel 2022 l'album The End of Yesterday.

## Storia
Nel 2006, gli Ellegarden si sono esibiti in numerosi Festival Musicali Estivi giapponesi, tra i quali figurano Fuji Rock, Summer Sonic, Nano Mugen Fes e Rising Sun Rock Festival. Al loro ultimo tour dell'anno ha partecipato anche la band statunitense Allister, che li conobbe al festival SXSW del 2006. Inoltre, si sono esibiti come band di supporto dei Foo Fighters al loro concerto all'Osaka Castle Hall.
Gli Ellegarden hanno fatto parte della formazione del Shibuya Jack, un unico concerto lungo un giorno che si è svolto in diversi locali nel distretto di Shibuya a Tokyo, nel 2006. La loro popolarità ha causato il sovraffollamento del locale dove si trovavano a suonare, il Club Asia, oltre a diverse centinaia di persone che non riuscirono ad entrare.
Il 2 maggio 2008 è stato annunciato che la band avrebbe subito un periodo di pausa, quando il seguente messaggio è stato pubblicato sul sito ufficiale del gruppo:
Gli ELLEGARDEN sono stati in procinto di creare un nuovo album fin dall'anno scorso, tuttavia durante le attività della band è nata una divergenza di opinioni riguardo alle motivazioni che portano a creare un nuovo album. Non sentiamo più di poter creare un album di cui saremmo soddisfatti, e dopo molte discussioni siamo arrivati alla conclusione di finire la creazione dell'album e sospendere a tempo indefinito le attività della band.
Tutti i concerti decisi in precedenza (inclusi quelli che non sono stati ancora annunciati) fino ai primi di Settembre 2008 avranno comunque luogo.
Vogliamo ringraziare tutte le persone che hanno supportato gli ELLEGARDEN dal profondo dei nostri cuori.
Per fare in modo di riuscire a creare ancora della musica sotto il nome di ELLEGARDEN, ognuno di noi ha deciso di lavorare sulla propria crescita e sviluppo personale.
Grazie di tutto.
Il leader degli ELLEGARDEN, Shinichi Ubukata
Dopo tale annuncio di interruzione, la band ha continuato ad esibirsi dal vivo e recentemente ha annunciato la pubblicazione di un greatest hits intitolato "Ellegarden Best (1999-2008)". L'album presenta 21 canzoni ed è stato pubblicato il 2 luglio 2008. Dopo le partecipazioni a diversi festival di primo livello (tra i quali Rock in Japan, Sky Jamboree, Nano Mugen Fes e Treasure 05x: The Greatest Riot Returns), la band ha tenuto quattro concerti individuali nei primi giorni di settembre, per dire addio ai fan prima dell'interruzione; due esibizioni allo Zepp Osaka, seguite da altre due esibizioni allo Shinkiba Studio Coast di Tokyo.

## Discografia

### Album studio
- Don't Trust Anyone But Us (3 aprile 2002)
- Bring Your Board!! (2 luglio 2003)
- Pepperoni Quattro (26 maggio 2004)
- Riot on the Grill (20 aprile 2005) numero 3 227 000 copie vendute
- Eleven Fire Crackers (8 novembre 2006) #1 341 000 copie vendute
- The End of Yestersay (21 Dicembre 2022)

### Raccolte
- Figureheads Compilation (31 luglio 2007)
- Ellegarden Best (1999-2008) (2 luglio 2008) numero 2 277 886 copie vendute

### Mini album
- ELLEGARDEN (23 maggio 2001)
- My Own Destruction (16 ottobre 2002)

### Video e DVD
- My Own Destruction Tour dietro le quinte VHS - 20 marzo 2003
- Bring Your Board!! Tour dietro le quinte II DVD - 26 maggio 2004
- E.V.Junkie Lives 2004 - l'avventura del re del punk - 17 novembre 2004
- Bad for Education Tour dietro le quinte III DVD - 26 febbraio 2005
- Doggy Bags - 9 agosto 2006
- Eleven Fire Crackers Tour 06-07 - After Party - 24 ottobre 2007

### Maxi singoli
- Bare Foot - 12 ottobre 2001
- Yubiwa - 20 febbraio 2002
- Jitterbug - 12 novembre 2002
- Missing - 3 novembre 2004
- Space Sonic - 7 dicembre 2005
- Salamander - 9 agosto 2006

## Tour
- Primo tour - Agosto 2002 - 20 tappe attraverso il Giappone
- My Own Destruction Tour - 16 ottobre 2002 -  30 tappe in Giappone per promuovere l'album autointitolato
- Bring Your Board!! Tour - 10 luglio 2003 - 25 tappe in Giappone più un'esibizione live extra
- Jitterbug Live Tour - 12 novembre 2003
- Pepperoni Quattro Tour - 12 giugno 2004 - 19 città in Giappone
- Bad for Education Tour 2004 - 2 novembre 2004 - 15 città
- Riot on the Grill Tour - 5 maggio 2005 - 39 tappe
- Space Sonic Tour 2005-2006 - 3 dicembre 2005 - 36 tappe
- Japan Nite Tour 2006 - 16 gennaio 2006 - Primo tour statunitense con apparizione al festival SXSW, seguito da 7 città
- Ellegarden Tour 2006-2007 - 12 ottobre 2006 - 54 tappe, la prima metà delle quali insieme agli Allister
- Band di supporto ai Foo Fighters - 5 dicembre 2006 - Osaka Castle Hall
- Ellegarden Tour 2007 - 10 giugno 2007 - 31 tappe in Giappone
- Primo concerto coreano al Melon AX - 7 ottobre 2007

## Equipaggiamento
- Takeshi Hosomi (voce e chitarra)
  - Gibson Les Paul Std./ Gibson Historic Collection 1956 Les Paul Gold Top
  - Diezel Herbert/ Marshall JCM-800
- Shinichi Ubukata (chitarra e seconda voce)
  - Gibson ES-335 Dot Export/ Gibson ES-335 Diamond F-Hole
  - VHT. Pitbull Hundred CLX/ Marshall JMP 2203
- Yuichi Takada (basso e seconda voce)
  - Fender Precision Bass/ Ampeg SVT-810 E
- Hirotaka Takahashi (batteria e seconda voce)
  - Ludwig Classic Maple Drum Set/ SD Gretsch G4160
  - Paiste 2002 Series/ Stick Pearl Standard Hickory 190 STH[3]